# Teatro Sociale (Rovigo)
Il teatro Sociale è un teatro lirico italiano sito a Rovigo, capoluogo dell'omonima provincia del Veneto e del territorio del Polesine, affacciato a piazza Giuseppe Garibaldi. Progettato dall'architetto rodigino Sante Baseggio in stile neoclassico, venne completato nel 1819 e ricostruito sul modello originale nel 1902 a causa di un grave incendio.

## Storia
Il Teatro Sociale nasce dalla volontà di sviluppare le attività sociali e culturali della classe media borghese che abitava la città nel XIX secolo e coincideva con l'evoluzione storico politica causata dal passaggio del territorio dalla Repubblica di Venezia al Regno Lombardo-Veneto e che attribuiva Rovigo come capoluogo della nuova provincia. A tal scopo in città ci furono diverse attività volte ad un profondo rinnovo edilizio, cominciato già il secolo precedente, tra le quali la realizzazione di una nuova piazza centrale ottenuta con la demolizione, nel 1808 della piccola chiesa dedicata a Santa Giustina.
La passione per l'Opera lirica fece breccia nella volontà di alcuni appassionati che costituirono una apposita società per la raccolta di fondi per la costruzione di un nuovo teatro che si affacciasse sulla nuova piazza. Per il progetto venne incaricato l'architetto rodigino Sante Baseggio, autore tra l'altro del Palazzo Angeli, il quale ne diresse anche i lavori fino al completamento dell'opera nel 1819.
Benché fosse stato impiegato la prima volta il 3 marzo dello stesso anno, nel quale doveva essere presente l'imperatore Francesco I d'Austria per la rappresentazione dell'opera "L'ombra di Fetonte", l'inaugurazione ufficiale avvenne il mese successivo con Adelaide di Borgogna, scritta appositamente per l'evento da Pietro Generali su libretto di Luigi Romanelli, il 26 aprile 1819.
Nell'ottobre del 1894 Antonino Palminteri dirige al Teatro Sociale le opere: Pagliacci di Ruggero Leoncavallo, Cavalleria rusticana di Pietro Mascagni e Manon Lescaut di Giacomo Puccini la cui esecuzione si ripeterà, nello stesso Teatro, nel 1896. Nell'ottobre del 1897 il M° Antonino Palminteri torna al Sociale di Rovigo per dirigere Otello di Giuseppe Verdi. Il successo fu così strepitoso che la Stampa così si espresse: "[...] L'orchestra, diretta dal maestro Palminteri, notissimo anche a Bologna, non poteva distinguersi di più e cooperare più efficacemente al magnifico risultato. Anzi è giustizia riconoscere che il Palminteri, moltiplicando sé stesso, ha ottenuti dei veri prodigi di finezze e di coloriti, così da deliziarci con una esecuzione quale non si riscontra talvolta in paesi ben più importanti di Rovigo. Lo spettacolo richiama ogni sera una quantità di forestieri".
Fu inaugurato nuovamente nel 1904 con la rappresentazione di Iris di Pietro Mascagni, alla presenza del compositore.
Questo teatro vide tra gli altri il debutto di Beniamino Gigli ne La Gioconda di Ponchielli nel 1914, e l'esibizione nel 1944 di Renata Tebaldi nel Mefistofele, di Maria Callas nel ruolo di Aida nel 1948 e di Luciano Pavarotti nel 1962 nei panni del duca di Mantova.
Lo Stato italiano, nel 1967, lo ricomprende fra i Teatri di Tradizione italiani.